# Октябрьское (Ростовская область)
Октя́брьское — село в Зерноградском районе Ростовской области России.
Входит в состав Гуляй-Борисовского сельского поселения.

## География
Село расположено на правом берегу реки Куго-Ея, при впадении в неё реки Егорлычёк, и напротив впадения в неё реки Гайдамачка.

### Улицы
В селе есть четыре переулка и одна улица:
- пер. Егорлыкский,
- пер. Камышинский,
- пер. Северный,
- пер. Торговый,
- ул. Мира.

## История
До революции село называлось Ново-Провальское (Новопровальское) и относилось к Гуляй-Борисовской волости Черкасского округа. В 1922 г. его переименовали в честь активного участника Гражданской войны на Северном Кавказе Д. П. Жлобы. В 1937 г. он был репрессирован, а село получило свое нынешнее название — Октябрьское.

## Население
| 2010 |
| ---- |
| 100  |

## Инфраструктура
В селе имеется два крестьянских хозяйства и кладбище.